# جبل ديمة (إب)

تعديل مصدري - تعديل

جبل ديمة محلة تابعة لقرية الخربة، التابعة لعزلة ثواب اعلى بمديرية إب إحدى مديريات محافظة إب في الجمهورية اليمنية.، بلغ تعداد سكانها 262 حسب تعداد اليمن لعام 2004.